# Pöhlde
Pöhlde is een dorp in de gemeente Herzberg am Harz in het Landkreis Göttingen in Nedersaksen in Duitsland. Het werd in 1972 bij Herzberg gevoegd.
De geschiedenis van het dorp hangt samen met de stichting van een klooster op deze plek in het midden van de tiende eeuw. Hendrik de Vogelaar schonk hier in 927 aan zijn echtgenote Mathilde van Ringelheim die er in 952 een klooster stichtte. Het klooster ging ten onder in de Dertigjarige Oorlog. Op de fundamenten is de huidige dorpskerk gebouwd.
- Gemeinsame Normdatei: 4103158-1
- Virtual International Authority File: 234172162